# François Hentges
François Hentges (ur. 11 czerwca 1885 w Bonnevoie, zm. 1 kwietnia 1968 w Luksemburgu) – luksemburski gimnastyk, mistrz świata w ćwiczeniach na poręczach z Antwerpii z 1903 roku.
Uczestniczył w rywalizacji na V Igrzyskach olimpijskich rozgrywanych w Sztokholmie w 1912 roku. Startował tam w trzech konkurencjach gimnastycznych. W wieloboju indywidualnym zajął 23. miejsce na 44 startujących zawodników. W wieloboju drużynowym w systemie standardowym zajął z drużyną czwarte miejsce pokonując jedynie drużynę niemiecką. W wieloboju drużynowym w systemie wolnym zajął wraz z drużyną ostatnie, piąte miejsce.
Jego brat Pierre Hentges również startował na igrzyskach olimpijskich w 1912 w tych samych konkurencjach.